# Xantonnea parvifolia
Xantonnea parvifolia là một loài thực vật có hoa trong họ Thiến thảo. Loài này được (Kuntze) Craib miêu tả khoa học đầu tiên năm 1932.